# Großsteingräber bei Lintig
Die Großsteingräber bei Lintig waren zwei megalithische Grabanlagen der jungsteinzeitlichen Trichterbecherkultur bei Lintig, einer Ortschaft der Gemeinde Geestland im Landkreis Cuxhaven (Niedersachsen). Sie wurden im 19. oder frühen 20. Jahrhundert zerstört. Grab 1 besaß ein (rechteckiges oder trapezförmiges) Hünenbett mit einer Grabkammer, Grab 2 besaß eine Grabkammer mit einer runden Hügelschüttung. Über Ausrichtung und Maße der Anlagen liegen keine näheren Angaben vor. Auch die Grabkammern wurden nicht genauer beschrieben, sodass sich der Grabtyp nicht mehr ermitteln lässt.